# Frente Unido de Corozal
El Frente Unido de Corozal fue un partido político de Belice que se formó para competir en el distrito de Corozal en 1970. Poco después de su fundación ganó las elecciones municipales de Ciudad Corozal. Presentó candidatos en alianza con el Partido Demócrata Unido (UDP), principal fuerza de oposición al dominante Partido Unido del Pueblo (PUP), para las elecciones parlamentarias de 1974 pero no logró elegir candidatos, fusionándose luego con UDF.